# Martin Zeiher
Martin Zeiher (* 17. Mai 1952 in Freiburg; † 25. Oktober 2019) war ein deutscher Politiker (CDU).

## Leben und Beruf
Nach dem Abitur am Kolleg St. Blasien studierte Zeiher Forstwissenschaften in Freiburg und legte 1981 die große forstliche Staatsprüfung ab. Danach war er als Taxator und Referent bei der Forstdirektion Freiburg tätig. Von 1991 bis 1994 war er stellvertretender Leiter des staatlichen Forstamts Müllheim. 1994 wurde er Leiter des staatlichen Forstamts Schönau im Schwarzwald, das 2005 dem Landratsamt des Landkreises Lörrach zugeordnet wurde.
Martin Zeiher war verheiratet und hatte zwei Kinder.

## Politik
Zeiher wurde 1982 Mitglied der CDU. 1991 wurde er in den Vorstand des CDU-Kreisverbands Waldshut gewählt. Bei der Landtagswahl 1996 gewann er das Erstmandat im Wahlkreis 58 (Lörrach) und zog als Abgeordneter in den Landtag von Baden-Württemberg ein, dem er bis 2001 angehörte.